# کوسوو-خولیدوو
کوسوو-خولیدوو (به لهستانی:  Kosów-Hulidów) یک روستا در لهستان است که در گمینا کوسوف لاتسکی واقع شده‌است.